# 1493 az irodalomban
Az 1493. év az irodalomban.

## Megjelent új művek

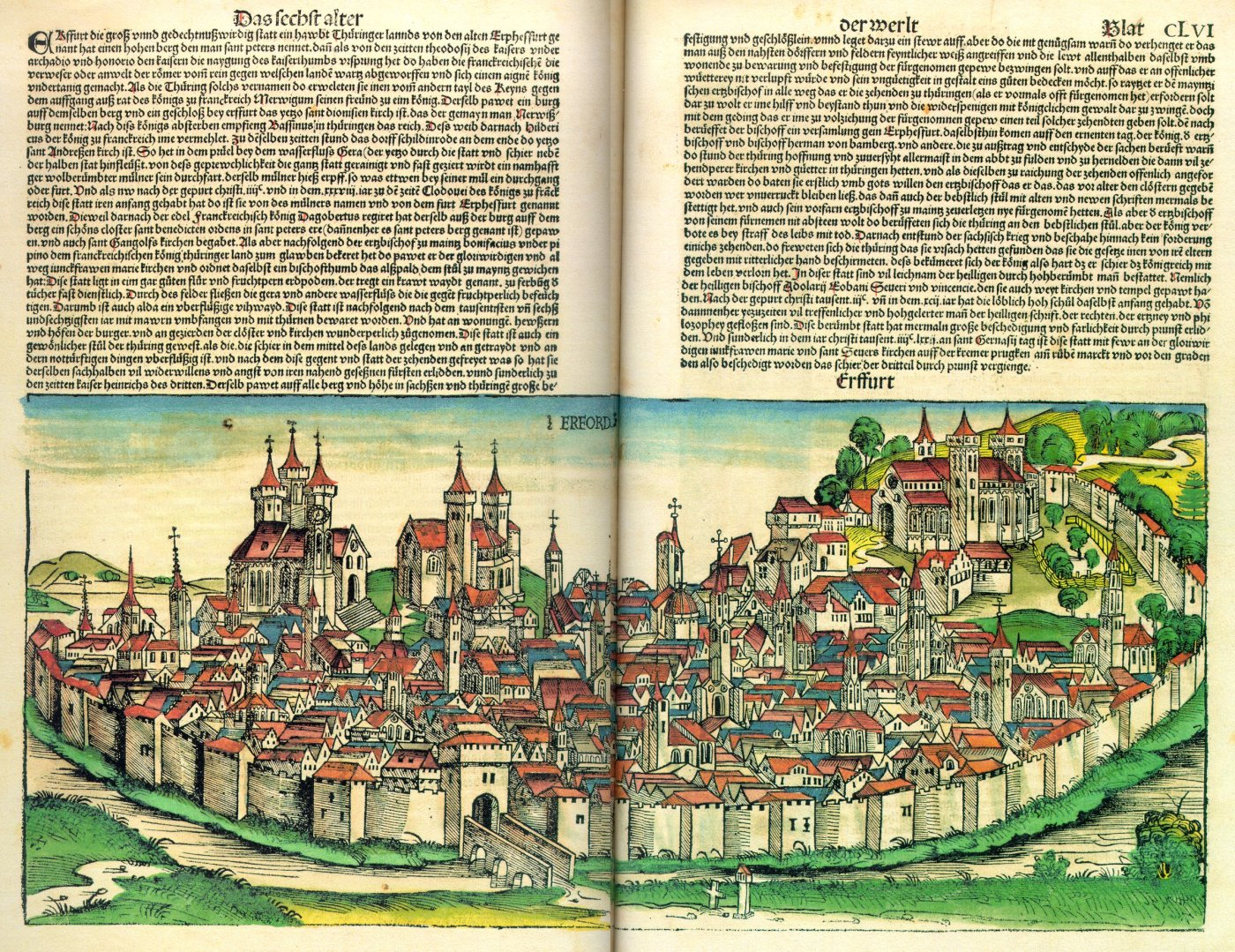
Erfurt képe a Nürnbergi Krónikában

- Megjelenik a Nürnbergi Krónika, vagy Schedel-krónika (Liber Chronicarum); az Anton Koberger nyomdájából kikerült, gazdagon illusztrált alkotás a korai könyvnyomdászat egyik leghíresebb, legpompásabb műve, szerzője Hartmann Schedel.

## Születések
- január 6. – Olaus Petri svéd egyházi személyiség, reformátor, író († 1552)
- január 10. – Oláh Miklós esztergomi érsek, humanista történetíró († 1568)
- június 5. – Justus Jonas német jogász, humanista, teológus, Luther Márton barátja és segítőtársa († 1555)
- szeptember 28. – Agnolo Firenzuola itáliai író, költő († 1543)
- 1493 – Bernardo Tasso olasz udvari költő, Torquato Tasso apja  († 1569)